# Chamaedorea macrospadix
Chamaedorea macrospadix är en enhjärtbladig växtart som beskrevs av Oerst.. Chamaedorea macrospadix ingår i släktet Chamaedorea och familjen Arecaceae. Inga underarter finns listade i Catalogue of Life.